# Исак Ангел Дука
Исак Ангел Дука (на средногръцки: Ἰσαάκιος Ἄγγελος Δούκας) е визайнтийски благородник и военачалник от XII в. Роден е преди 1166 г., по сведения на синодалните записи. Той е син на Константин Ангел, родоначалник на династията Ангели, от брака му с Теодора Комнина, седмо дете на византийския император Алексий I Комнин. Исак Ангел е брат е на Андроник Ангел, бащата на император Исак II Ангел, поради което се пада чичо на императора, който го назначава за стратег на тема Киликия в Мала Азия.
Негова дъщеря е омъжена за военачалника Василий Ватаци, доместик на Запада и дук.
Синът му Константин Ангел Дука е назначен за велик дук на флота, а после за стратег на тема Филипопол, където воюва срещу въстаналите българи. След неуспешен опит да узурпира престола, през 1193 г. той е отстранен от всички постове и е ослепен по нареждане на император Исак II Ангел.